# Ardisia granatensis
Ardisia granatensis är en viveväxtart som beskrevs av Carl Christian Mez. Ardisia granatensis ingår i släktet Ardisia och familjen viveväxter. Inga underarter finns listade i Catalogue of Life.